# Студене (Ілецький район)
Студе́не (рос. Студёное) — село у складі Ілецького району Оренбурзької області, Росія.

## Населення
Населення — 1146 осіб (2010; 1275 у 2002).
Національний склад (станом на 2002 рік):
- росіяни — 87 %